# Nicholas Skeres
Nicholas Skeres  (auch Skyers) war eine historische englische Persönlichkeit des späten 16. Jahrhunderts und ein Spion.
Über ihn sind nur wenige Informationen erhalten. Nach Phelippes, einem erfahrenen Dechiffrierer und Geheimsekretär von Francis Walsingham, gehörte er zum staatlichen Netzwerk (knot) der Babington-Verschwörung, hat dort wahrscheinlich aber eher eine mindere Rolle gespielt und wird auch zu den Agenten bzw. Spionen um Robert Poley gezählt. Die Charaktereigenschaften von Historikern kennzeichnen ihn negativ. (Cutpurse and masterless men, ruffian, shoody rascal, gentleman swindler, u. a. n. Leslie Hotson,  E. K. Chambers u. a.). Er soll als Geldverleiher Partner von Ingram Frizer gewesen sein und dem Earl of Essex (1566–1601) gedient haben. Bekannt wurde er neben Robert Poley und Ingram Frizer durch seine Anwesenheit als einer der drei Zeugen beim Tode von Christopher Marlowe.